# Präfekturparlamentswahl in Tokio 2009
Die Präfekturparlamentswahl in Tokio 2009 (jap. 2009年東京都議会議員選挙, 2009-nen Tōkyō-togikai giin senkyo) fand am 12. Juli 2009 statt. Zur Wahl standen alle 127 Sitze im Parlament der japanischen Präfektur Tokio durch nicht übertragbare Einzelstimmgebung in 35 Mehrmandats- und sieben Einmandatswahlkreisen. Wahlberechtigt waren 10,6 Millionen Tokioter, ein Zuwachs von 230 Tausend gegenüber 2005.

## Vorgeschichte und Wahlkampf
Die Präfektur Tokio wählt seit 1965 ihr Parlament nicht mehr bei einheitlichen Regionalwahlen. Deshalb und weil Tokio die bevölkerungsreichste Präfektur und Sitz des nationalen Parlaments und der Zentralregierung ist, kommt den Wahlen zum Präfekturparlament meist hohe nationale Aufmerksamkeit zu. 2009 befand sich das national regierende Kabinett Asō aus Liberaldemokratischer Partei (LDP) und Kōmeitō in einem Umfragetief und sah sich Forderungen nach Neuwahlen gegenüber. Die nationale Opposition unter Führung der Demokratischen Partei (DPJ) kontrollierte seit 2007 das Sangiin, das Oberhaus des nationalen Parlaments, und war damit in der Lage Gesetzesverfahren zu verzögern.
Offizieller Wahlkampfbeginn war der 3. Juli 2009. Zahlreiche profilierte nationale Politiker engagierten sich im Tokioter Wahlkampf. Lokale Themen waren unter anderem der von Gouverneur Shintarō Ishihara geplante Umzug des Marktes Tsukiji und die Olympiabewerbung 2016.
Die LDP und die DPJ nominierten jeweils 58 Kandidaten, die Kommunistische Partei Japans (KPJ) 40 und die Kōmeitō 23. Daneben gab es 20 Kandidaten anderer Parteien und 22 unabhängige Bewerber für einen Sitz im Parlament in Shinjuku.

## Wahlergebnis
Über 800.000 Wähler nutzten 2009 die Möglichkeit zur vorzeitigen Stimmabgabe. Insgesamt stieg die Wahlbeteiligung auf 54,49 % und erreichte damit den zweithöchsten Wert jemals nach der Wahl von 1989.
Erstmals seit 1969 verlor die LDP den Status als stärkste Partei in Tokio.
| Partei | Partei                       | Stimmen       | Anteil   | Sitze | Änderung      |
| ------ | ---------------------------- | ------------- | -------- | ----- | ------------- |
|        | Liberaldemokratische Partei  | 1.458.108,233 | 25,88 %  | 38    | −10           |
|        | Demokratische Partei         | 2.298.494,617 | 40,79 %  | 54    | +20           |
|        | Kōmeitō                      | 743.427,674   | 13,19 %  | 23    | +1            |
|        | Kommunistische Partei Japans | 707.602,497   | 12,56 %  | 8     | −5            |
|        | Tōkyō Seikatsusha Network    | 110.407,000   | 1,96 %   | 2     | −2            |
|        | Sonstige                     | 65.413,526    | 1,17 %   | 0     | −1            |
|        | Unabhängige                  | 250.869,445   | 4,45 %   | 2     | −1            |
| Summe  | Summe                        | 5.634.322,992 | 100,00 % | 127   | +2 (Vakanzen) |

Siehe Wahlen in Japan: „Proportionale Bruchteilstimmen“ zur Erklärung der Nachkommastellen. Die Änderung der Sitzzahl ist im Vergleich zur Zusammensetzung vor der Wahl angegeben.

### Wahlkreise
Vor allem in den westlichen Bezirken und den Vororten Tokios konnte die DPJ einen deutlichen Vorteil an Mandaten gegenüber der LDP erzielen, die LDP verlor aber auch die Einzelwahlkreise im Stadtzentrum und mehrere Mandate in den bevölkerungsreicheren Bezirken im Nordosten. In allen Zweimandatswahlkreisen lag der DPJ- vor dem LDP-Kandidaten. Nur im Bezirk Ōta und im Inselwahlkreis konnte die LDP mehr Sitze gewinnen als die DPJ. Der Kōmeitō gelang es, alle nominierten Kandidaten ins Parlament zu bringen.
| Tama-Gebiet | Tama-Gebiet | Tama-Gebiet | Tama-Gebiet | Tokio und Inseln | Tokio und Inseln | Tokio und Inseln | Tokio und Inseln | Tokio und Inseln | Tokio und Inseln |
| ----------- | ----------- | ----------- | ----------- | ---------------- | ---------------- | ---------------- | ---------------- | --- | --- |
| Ōme         | Nord-Tama 1 | Nord-Tama 4 |             |                  | Itabashi         | Kita             | Arakawa          | Adachi | Katsushika |
| West-Tama   | Tachikawa   | Kodaira     | Nishitōkyō  | Nerima           | Toshima          | Bunkyō           | Taitō            | Sumida | Edogawa |
| Akishima    | Nord-Tama 2 | Koganei     | Musashino   | Nakano           | Shinjuku         | Chiyoda          | Chūō             | Kōtō | |
|             | Hino        | Fuchū       | Mitaka      | Suginami         | Shibuya          | Minato           |                  | Parteizugehörigkeit der Wahlsieger (Stand: Wahltag) Liberaldemokratische Partei Demokratische Partei Kōmeitō Kommunistische Partei Japans Tōkyō Seikatsusha Network Unabhängige | Parteizugehörigkeit der Wahlsieger (Stand: Wahltag) Liberaldemokratische Partei Demokratische Partei Kōmeitō Kommunistische Partei Japans Tōkyō Seikatsusha Network Unabhängige |
| Hachiōji    | Süd-Tama    | Nord-Tama 3 | Setagaya    | Meguro           | Shinagawa        |                  |                  | Parteizugehörigkeit der Wahlsieger (Stand: Wahltag) Liberaldemokratische Partei Demokratische Partei Kōmeitō Kommunistische Partei Japans Tōkyō Seikatsusha Network Unabhängige | Parteizugehörigkeit der Wahlsieger (Stand: Wahltag) Liberaldemokratische Partei Demokratische Partei Kōmeitō Kommunistische Partei Japans Tōkyō Seikatsusha Network Unabhängige |
| Machida     |             |             |             | Ōta              |                  | Inseln           |                  | Parteizugehörigkeit der Wahlsieger (Stand: Wahltag) Liberaldemokratische Partei Demokratische Partei Kōmeitō Kommunistische Partei Japans Tōkyō Seikatsusha Network Unabhängige | Parteizugehörigkeit der Wahlsieger (Stand: Wahltag) Liberaldemokratische Partei Demokratische Partei Kōmeitō Kommunistische Partei Japans Tōkyō Seikatsusha Network Unabhängige |

Die Zusammensetzung der Wahlkreise, die nicht deckungsgleich mit Gemeinden sind, war wie folgt:
- Wahlkreis Nishitama („West-Tama“ entspricht der früheren Zusammensetzung des gleichnamigen Kreises (gun) ohne die Stadt Ōme): Fussa, Hamura, Akiruno, Hinohara, Hinode, Mizuho, Okutama
- Wahlkreis Minamitama („Süd-Tama“, entspricht der letzten Zusammensetzung des gleichnamigen Kreises): Tama, Inagi
- Wahlkreis Kitatama („Nord-Tama“, nach dem früheren gleichnamigen Kreis) 1: Higashimurayama, Higashiyamato, Musashimurayama
- Wahlkreis Kitatama 2: Kokubunji, Kunitachi
- Wahlkreis Kitatama 3: Chōfu, Komae
- Wahlkreis Kitatama 4: Kiyose, Higashikurume
- Inselwahlkreis: Aogashima, Hachijō, Mikurajima, Miyake, Ogasawara, Kozushima, Niijima, Ōshima, Toshima

Abgesehen von Ōta, wo die beiden bisherigen demokratischen Abgeordneten den neunt- und zehnthöchsten Stimmenanteil erhielten und damit ausschieden, wurden alle wieder kandidierenden Abgeordneten der DPJ im Amt bestätigt. 22 DPJ-Kandidaten wurden erstmals ins Parlament gewählt. Abgewählt wurden neun Abgeordnete der LDP und sechs der KPJ sowie zwei Unabhängige und zwei Sonstige, darunter Yūichi Gotō, der Vorsitzende und einzige Abgeordnete von Gyōkaku hyakutō-ban („Verwaltungsreform 110“). Einer der prominentesten Verlierer war Shigeru Uchida in Chiyoda, Generalsekretär des LDP-Präfekturverbandes und ehemaliger Parlamentspräsident. Der 70-jährige verlor den Wahlkreis nach sechs Amtszeiten um 176 Stimmen an den 26 Jahre alten Demokraten Zenkō Kurishita. Die LDP hatte Chiyoda zuletzt 1959 verloren.
| Partei | Partei                       | Wahlkreise mit                                                        | Wahlkreise mit |
| Partei | Partei                       | abgewählten Amtsinhabern                                              | erstmals gewählten Abgeordneten (shinjin) |
| ------ | ---------------------------- | --------------------------------------------------------------------- | --- |
|        | Liberaldemokratische Partei  | Chiyoda Chūō Shinjuku Setagaya Arakawa Adachi Katsushika Hachiōji Ōme | Shinjuku Sumida Kōtō Nord-Tama 1 |
|        | Demokratische Partei         | Ōta: 2                                                                | Chiyoda Chūō Shinagawa Ōta: 2 Setagaya Nakano Arakawa Nerima: 2 Adachi Katsushika Edogawa: 2 Hachiōji Mitaka Ōme Fuchū Hino Nord-Tama 2 West-Tama Süd-Tama |
|        | Kōmeitō                      |                                                                       | Sumida Meguro Setagaya Nerima |
|        | Kommunistische Partei Japans | Bunkyō Nakano Kita Nerima Edogawa Hino                                | Kōtō Adachi |
|        | Tōkyō Seikatsusha Network    | Süd-Tama                                                              | Nord-Tama 2 |
|        | Unabhängige und Sonstige     | Setagaya (Gyōkaku 110) Mitaka Fuchū                                   | Akishima |

## Auswirkungen
Der Vorsitzende der LDP Tokio, Gouverneur Ishiharas ältester Sohn Nobuteru, erklärte seinen Rücktritt, blieb aber später doch Vorsitzender. Premierminister Tarō Asō kam aus den eigenen Reihen unter Druck zurückzutreten und löste das Shūgiin auf. Bei der resultierenden Shūgiin-Wahl 2009 verlor die LDP erstmals seit 1994 die Regierungsbeteiligung.
Zum Parlamentspräsidenten wurde der Demokrat Ryō Tanaka (Wahlkreis Suginami) gewählt, Vizepräsident wurde Kantarō Suzuki (Kōmeitō, Arakawa).